# غوستاف كريستيانسن
غوستاف كريستيانسن (بالنرويجية البوكمول: Gustav Kristiansen)‏ هو دراج نرويجي، ولد في 31 مارس 1904 في كريستيانية في النرويج، وتوفي في 2 أغسطس 1988.

## وصلات خارجية
- غوستاف كريستيانسن على موقع أرشيف الدراجات (الإنجليزية)
- غوستاف كريستيانسن على موقع إحصائيات الدراجات الإحترافية (الإنجليزية)
- غوستاف كريستيانسن على موقع أوليمبيديا (الإنجليزية)